# Vangeli di Sant'Agostino
I Vangeli di Sant'Agostino (Cambridge, Corpus Christi College, Lib. MS. 286) sono un manoscritto miniato del Vangelo realizzato nel VI secolo. Venne prodotto in Italia e risulta presente in Inghilterra da poco dopo la sua creazione; al XVI secolo era probabilmente già stato a Canterbury per quasi mille anni. Il manoscritto è costituito da 265 fogli delle dimensioni di circa 252 x 196 mm, e non è completo, mancando di diverse pagine, in particolare quelle contenenti miniature.
Si tratta del più antico manoscritto miniato del Vangelo, in lingua latina, a noi pervenuto (rispetto a quelli in lingua greca o siriaca) e uno dei più antichi libri europei esistenti. Anche se le illustrazioni sopravvissute sono soltanto due a piena pagina, sono di grande importanza nella storia dell'arte, visto che pochissime di queste immagini sono giunte a noi.

## Storia
Il manoscritto è tradizionalmente, e plausibilmente, considerato un volume portato in Inghilterra da sant'Agostino di Canterbury con la missione gregoriana nel 597 o uno di una serie di libri inviati a lui, nel 601, da Papa Gregorio Magno. Come altri studiosi, Kurt Weitzmann non vede "alcun motivo di dubitare" della tradizione. Il testo fu scritto in Italia, in caratteri onciali, ed è unanimente accettato sia stato realizzato a Roma o a Montecassino. Era presente in Inghilterra dalla fine del VII secolo o dagli inizi dell'VIII quando vennero realizzate delle aggiunte di testo in scrittura insulare. Le aggiunte comprendono titulus o didascalie alle scene intorno al ritratto di Luca, non tutte delle quali possono riflettere le intenzioni dell'artista originale.
Il libro era certamente presente all'Abbazia di Sant'Agostino a Canterbury nell'XI secolo, quando documenti riguardanti l'abbazia vennero copiati in esso. Nel tardo Medioevo "non era conservato nella Biblioteca di Canterbury, ma in realtà si trovava sull'altare; apparteneva in altre parole, come una teca o la Croce, al materiale cerimoniale della chiesa". Il manoscritto venne dato alla Parker Library del Corpus Christi College di Cambridge come parte della collezione donata da Matthew Parker, arcivescovo di Canterbury nel 1575, alcuni decenni dopo la dissoluzione dei monasteri. Esso è stato tradizionalmente usato per il giuramento nelle cerimonie di intronizzazione dei nuovi arcivescovi di Canterbury e la tradizione è stata restaurata dal 1945; il libro viene portato nella Cattedrale di Canterbury, dal bibliotecario del Corpus Christi, ad ogni cerimonia. Il Vangelo di sant'Agostino è stato portato a Canterbury per altre importanti occasioni, come per la visita di Papa Giovanni Paolo II nel 1982 e nel 1997 in occasione della celebrazione del 1400º anniversario della missione gregoriana.
La Chiesa d'Inghilterra ama chiamare il libro Vangelo di Canterbury, anche se per gli studiosi questo nome di solito si riferisce a un altro libro, un evangeliario anglosassone dell'VIII secolo scritto a Canterbury, ora custodito nella British Library catalogato come Royal MS I. E. VI, e un altro nella Biblioteca della Cattedrale di Canterbury.

## Miniature

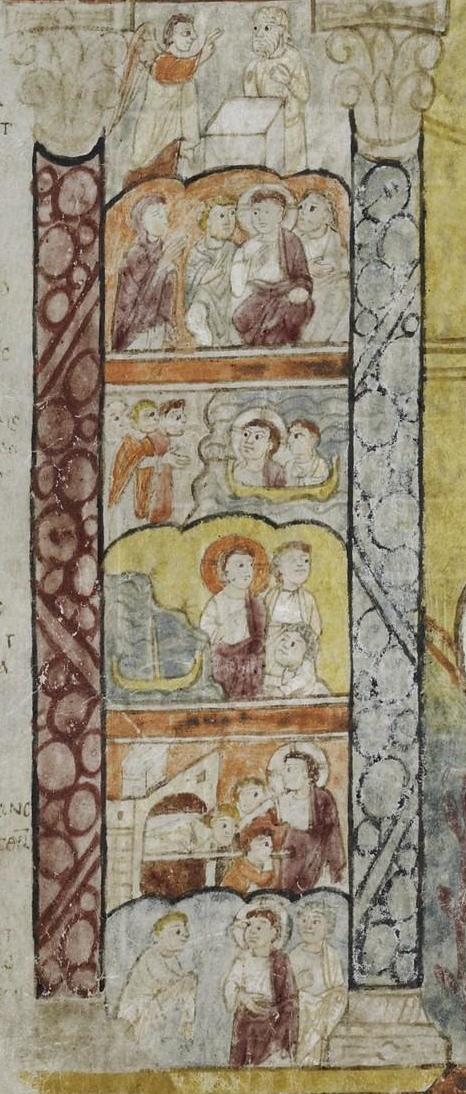
Scene di sinistra del ritratto di Luca

Il manoscritto, in origine, conteneva i ritratti di tutti i quattro evangelisti, a pagina intera, che precedevano il loro Vangelo, una caratteristica abituale nei libri evangelici miniati, e almeno altre tre pagine di scene narrative, una dopo ogni pagina del ritratto. Solo le due pagine precedenti il Vangelo di Luca sono sopravvissute. Tuttavia, la sopravvivenza totale di ventiquattro piccole scene della Vita di Cristo è un fattore molto raro e di grande interesse per la storia dell'iconografia cristiana, in particolare perché provengono dal vecchio Impero romano d'Occidente - gli unici cicli comparabili provengono da manoscritti greci, in particolare il Codex Rossanensis, e il Codex Sinopensis o quelli in lingua siriaca come i Vangeli Rabbula. Gli equivalenti cicli sull'Antico Testamento sono più vari e comprendono i greci Vienna Genesis e Codex Cottonianus, i latini Ashburnham Pentateuco, Frammento dell'Itala di Quedlinburg e alcuni altri.
Le miniature si distanziano dalle caratteristiche di quelle presenti nei manoscritti greci, con "uno stile lineare che non solo appiattisce la figura, ma comincia a sviluppare una qualità ritmica nella progettazione lineare che deve essere vista come l'inizio di un processo di intenzionale astrazione". Per un altro storico, le figure delle piccole scene hanno "una forma lineare che danno immediatamente la percezione di essere medievali" e "non sono più dipinti ma disegni colorati La stessa tendenza è esposta nel trattamento della architettura e degli ornamenti. Gli elementi naturalistici policromi di un manoscritto come il Codex Aniciae Julianae sono appiattiti e attenuati in un modello calligrafico".
È stato più volte sollevato il tema dell'influenza delle miniature nel tardo periodo dell'arte anglosassone, anche in funzione del fatto che la maggior parte delle pagine di immagini presunte in questo manoscritto è ora perduta e a causa della mancanza di conoscenza di quali altri modelli erano disponibili per formare gli aspetti post-classici continentali dello stile insulare, che si sviluppò dal VII secolo in poi (con Canterbury come un centro molto importante), tutti i commenti degli storici dell'arte sono stati necessariamente speculativi. Dalla varietà dei ritratti evangelici che si trovano nei manoscritti insulari precedenti è evidente l'assonanza con esempi noti dal continente e pertanto che altri modelli erano disponibili e vi è una fonte sulla presenza di un manoscritto miniato importato, la Bibbia di San Gregorio, a Canterbury nel VII secolo. Opere successive indicate come probabilmente influenzate dai Vangeli di sant'Agostino comprendono lo Stockholm Codex Aureus e l'Evangeliario di San Gallo. In generale, anche se i ritratti degli evangelisti divennero una caratteristica comune dei libri del Vangelo insulari e anglosassoni, il gran numero di piccole scene presenti nei Vangeli di sant'Agostino non appaiono fino a molto più tardi, come nel Salterio di Eadwine, realizzato nel XII secolo a Canterbury, che ha pagine di prefazione con piccole immagini narrative in griglie in uno stile simile ai Vangeli di sant'Agostino.

### Ritratto dell'evangelista Luca
Delle quattro pagine con orientamento verticale ci è pervenuta soltanto quella raffigurante San Luca (Folio 129v). Viene mostrato seduto su un trono di marmo, con un cuscino, in una cornice architettonica elaborata, probabilmente sulla base delle scaenae frons di un teatro romano - una convenzione comune per miniature tardoantiche, monete e ritrattistica imperiale. La posa con il mento poggiato su una mano suggerisce un'origine nei ritratti di autore classico di filosofi - il più delle volte gli evangelisti sono mostrati mentre scrivono. Sopra una cornice siede il bue alato, simbolo dell'evangelista Luca. Il frontone ha una scritta con un esametro dal Carmen Paschale del poeta cristiano del V secolo, Sedulio, (Libro 1, rigo 357): "Iura sacerdotii Lucas tenet ore iuvenci" - "Luca tiene le leggi del sacerdozio nella bocca del giovane toro" (iuvencus significa anche "giovane uomo").

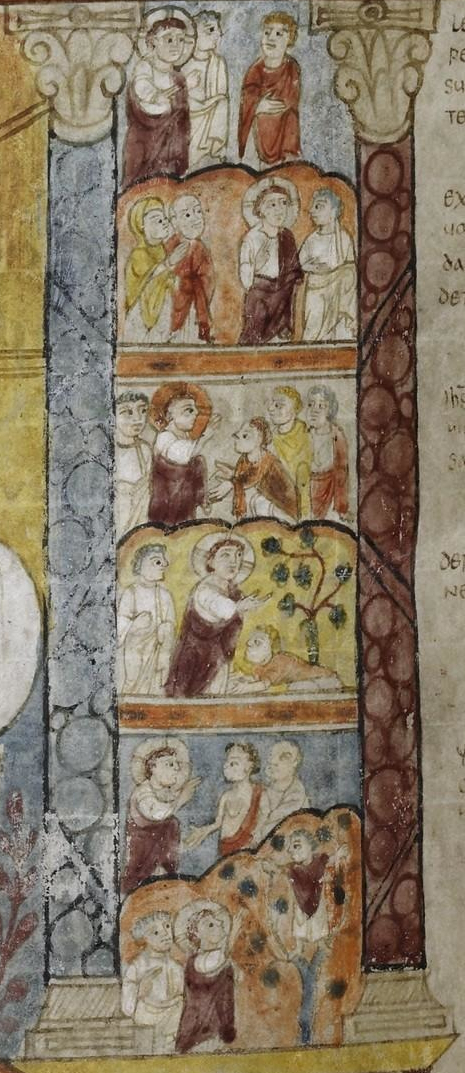
Scene di destra.

Più insolitamente, dodici piccole scene tratte da Luca, in gran parte da Opere di Cristo (che può essere identificata come l'unica figura con un alone), sono impostate tra le colonne in cornice architettonica al ritratto. Questa particolare disposizione è unica a sopravvivere nei primi ritratti di evangelisti, anche se strisce simili di scene si trovano nelle copertine di avorio di libri dello stesso periodo. Le scene sono probabilmente tratte da un ormai distrutto ciclo di affreschi della Vita di Cristo della chiesa di Santa Maria Antiqua a Roma.
Le scene, molte delle quali sono state raramente raffigurate nell'arte dei successivi periodi medievali, comprendono:
- L'Annunciazione a Zaccaria (Sinistra in alto, Luca 1, 8–20), mentre officia al Tempio
- Cristo tra i dottori (Sinistra, seconda verso il basso, Luca 2, 43–50) che omette San Giuseppe, probabilmente per mancanza di spazio; Maria si trova sulla sinistra.[23]
- Cristo predica dalla barca (Sinistra, terza verso il basso, Luca 5, 3)
- La chiamata di Pietro (Sinistra, quarta verso il basso, Luca 5, 8)
- Il miracolo del figlio della vedova di Naim, (Sinistra, quinta verso il basso, Luca 7, 12–16) alla "porta della città".
- La chiamata di Matteo, una scena molto rara (Sinistra in basso, Luca 5, 27–32).[21]
- "...ed ecco un certo avvocato si alzò in piedi, per metterlo alla prova, dicendo: Maestro, che cosa devo fare per avere la vita eterna?" (Destra in alto: Luca 10, 25)[24]
- "...una donna tra la folla, alzando la voce, gli disse..." (Destra seconda verso il basso, Luca 11, 27–28): "extollens vocem quaedam mulier de turba".
- Il miracolo della donna piegata (Destra, terza verso il basso, Luca 13, 10–17), anche se indicata con testi da Luca 9, 58: "Le volpi hanno le tane" (vedi sotto).[25]
- Il lebbroso dei dieci (?), Luca 17, 12–19[26]
- La guarigione dell'uomo con idropsia (Luca 14, 2–5)
- La chiamata di Zaccheo (Destra in fondo), salito sull'albero per vedere meglio Cristo (Luca 19, 1–10).[27]

Le didascalie a margine, aggiunte in seguito, probabilmente nell'VIII secolo, a mano, titolano le scene o sono trascrizioni dalla Vulgata di Luca per identificare le immagini. Ad esempio, nella didascalia in alto a destra si legge: "legis peritus surrexit temptans illum" o "[un] avvocato si alzò in piedi, per metterlo alla prova", da Luca 10, 25. La didascalia di due immagini sotto consente di interpretare la scena raffigurata, secondo Carol Lewine. Anche quelli, come Francis Wormold, che sostengono la didascalia, ammettono la scena non poteva essere identificata senza di essa. La didascalia dice: "Ih[esu]s dixit vulpes fossa habent", una parafrasi dell'inizio di Luca 9, 58 (e Matteo 8, 20): "et ait illi Iesus vulpes foveas habent et volucres caeli nidos Filius autem hominis non habet ubi caput reclinet" - "Gesù gli disse: le volpi hanno le loro tane e gli uccelli dell'aria i loro nidi: ma il Figlio dell'uomo non ha dove posare il capo". L'immagine mostra Gesù che benedice una figura piegata, che potrebbe corrispondere alla citazione o a un miracolo.

### Scene della passione

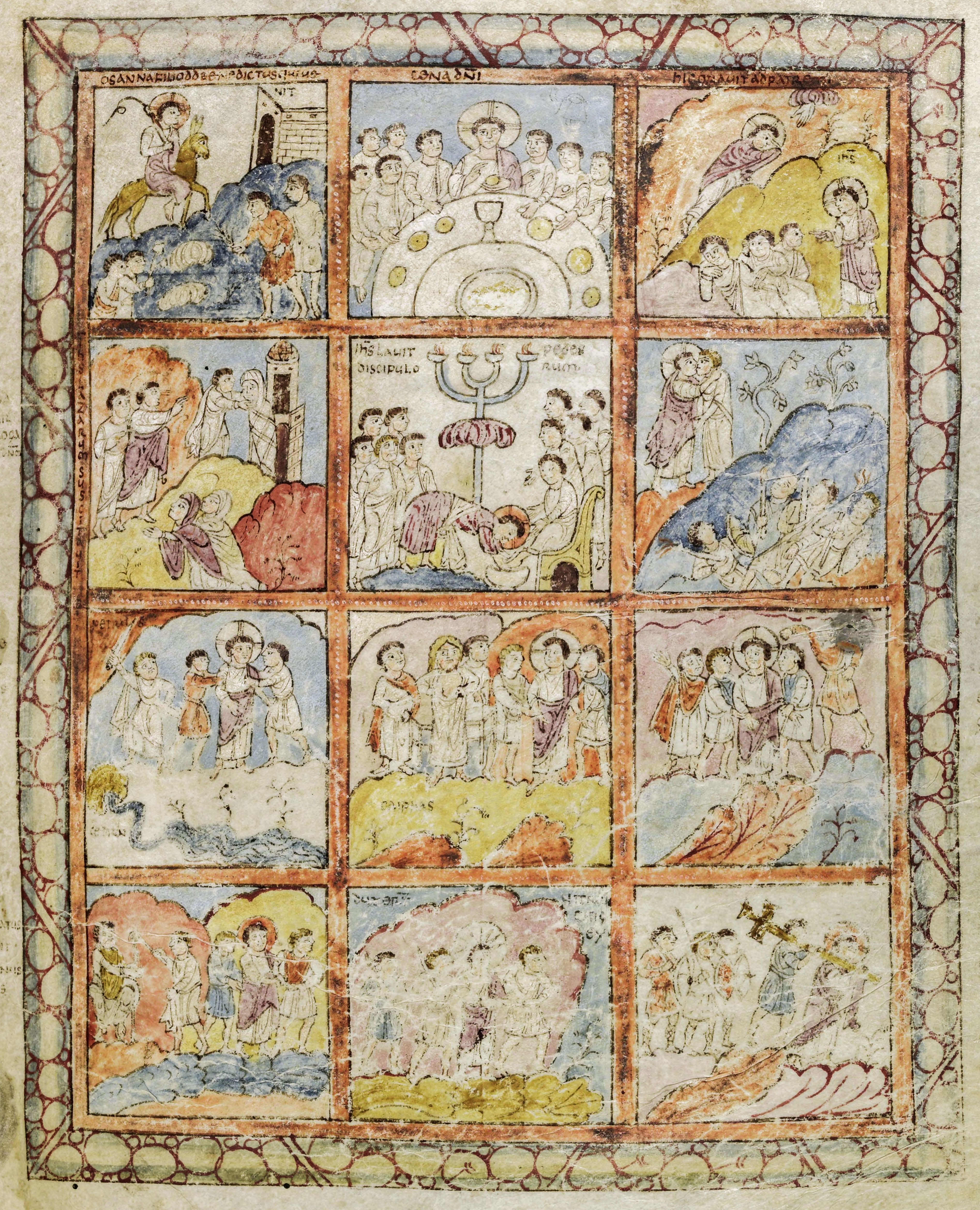
Il folio 125r contiene 12 scene dalla Passione di Cristo

Un'intera pagina miniata (folio 125r) prima del Vangelo di Luca contiene dodice scene narrative dalla Vita di Cristo, tutte dalla Passione ad eccezione della Resurrezione di Lazzaro. Questa venne inclusa in quanto, secondo Giovanni 11.46 ff. considerata la causa immediata per cui il Sinedrio decise di agire contro Cristo. Come in pochi altri cicli superstiti della Vita del VI secolo, la Crocifissione non viene mostrata e la sequenza termina con Cristo che porta la croce. Tuttavia almeno altre due pagine simili esistevano un tempo, all'inizio di altri Vangeli. Quello di Luca è il terzo Vangelo, così che un pannello che precedeva il Vangelo di Giovanni potrebbe aver completato la passione e la storia della eesurrezione e altri due coprivano la vita precedente di Cristo. Le scene attorno al ritratto di Luca, in particolare, evitano i principali episodi della vita di Cristo, come la sua Natività, il Battesimo e la Tentazione, probabilmente riservando queste scene per altre pagine della griglia.
Rispetto ad altri cicli dell'epoca, come quello nel mosaico della Basilica di Sant'Apollinare Nuovo a Ravenna, le scene della Passione mostrano l'accento sulla sofferenza di Cristo, probabilmente influenzate dall'arte dell'Impero d'Oriente e mostrano la direzione delle raffigurazioni occidentali che seguirono nei secoli successivi.
Da sinistra in alto, le dodici scene, alcune munite di didascalie, mostrano:
- L'entrata di Cristo a Gerusalemme
- L'ultima cena, la prima immagine occidentale a mostrare l'istituzione dell'Eucaristia, piuttosto che il tradimento di Giuda.[33]
- Agonia di Gesù al Getsemani
- Resurrezione di Lazzaro
- Lavanda dei piedi
- Tradimento di Cristo
- Arresto di Cristo
- Processo di Gesù
- Corona di spine
- Ponzio Pilato si lava le mani
- Cristo condotto davanti a Pilato,[34]
- Simone di Cirene aiuta Cristo a portare la croce

In contrasto con le scene che contornano il ritratto, tutte queste scene, ad eccezione Cristo condotto davanti a Pilato erano e rimasero molto comuni nei grandi cicli narrativi per tutto il Medioevo e oltre. La difficoltà di identificare molti degli episodi dei lavori da Luca dimostra uno dei motivi per cui le scene del periodo del ministero di Cristo divennero sempre meno comuni nell'arte medievale. Un altro motivo fu la mancanza di feste che li celebrassero. Le due scene nella parte superiore della colonna centrale della pagina Passione, al contrario, è caratteristica della lettura del Vangelo per il Giovedì santo e la maggior parte delle scene di questa pagina sono facilmente identificabili. La resurrezione di Lazzaro, con il corpo avvolto nel suo sudario bianco, è stato uno miracolo facilmente riconosciuto nelle immagini ed è rimasto nel repertorio degli artisti. La Mano di Dio nella Orazione nell'orto è l'esempio più antico sopravvissuto del motivo in questa scena.